# Бринюк Іван Семенович
Іва́н Семе́нович Бриню́к (* 6 вересня 1952, село Панівці Кам'янець-Подільського району, нині Хмельницької області) — український графік. Член Національної спілки художників України (1990).

## Біографічні відомості
Закінчив 1986 року Український поліграфічний інститут ім. І. Федорова у Львові.
У 1976–1977 роках — оформлювач на Київському виробничо-рекламному комбінаті.
У 1988–1989 роках — художній редактор журналу «Барвінок».
У 1989–1990 роках — художник Київського комбінату монументально-декоративного мистецтва.
Від 1990 року працює над циклом робіт «Архетипи».
У творчому доробку Бринюка — вітражі, мозаїчні панно. Продовжує традиції українського народного іконопису на склі. Образи космології прадавніх українців поєднує із символами християнської міфології, українського фольклору та на тлі історичних постатей, застосовуючи принципи народного мистецтва, іконографії, прийоми монументальності, великих площин і форм.
Твори зберігаються в музеях України.
Персональні виставки у 1980-х — на початку 1990-х у Спілці письменників України, Спілці композиторів України, Будинку актора.

## Твори
- Українські народні думи (1986).
- В сім'ї вольній, новій (1986).
- Триптих «Чорнобильська мадонна» (1989).
- Серія «Герої України в піснях і легендах» (1989).
- Серїя «Народні свята» (1990).
- Серія «Очищення» (1990).
- Диптих «Золотий плуг» (1990).
- Мелодія весни (1990).
- Переправа (1990).
- Біля криниці (1993).
- Весняні забави (1993).
- Надвечір'я (1995).
- Старий пастух (1995).
- Ярило (1995).
- Сон (1995).
- Бог війни (1995).
- Фрески «Благовіщення» у Михайлівському Золотоверхому соборі (2000).